# 西豊県
西豊県（せいほう-けん）は中華人民共和国遼寧省鉄嶺市に位置する県。

## 地理
西豊県は遼寧省の東北部に位置する。分水嶺をはさんで西豊県と吉林省の東豊県と接している。

## 歴史
県名は物産が豊富産出することを祈念し「西豊」と命名された。『西豊県誌』には「歳出豆糧千万石、県名不愧曰西豊」（千万石の豆を産出し、県名は西豊の名に恥じず）と記録されている。
1902年（光緒28年）、清朝により設置された。

## 行政区画
12鎮、6民族郷を管轄する。
- 鎮：西豊鎮、平崗鎮、郜家店鎮、涼泉鎮、振興鎮、安民鎮、天徳鎮、房木鎮、柏楡鎮、陶然鎮、釣魚鎮、更刻鎮
- 民族郷：徳興満族郷、明徳満族郷、成平満族郷、和隆満族郷、営廠満族郷、金星満族郷

## 交通

### 鉄道
- 中国国家鉄路集団
  - 開源線（中国語版）
    - 西豊駅

### 道路
- 高速道路
  -  遼開高速道路
- 国道
  -  G229国道（中国語版）
  -  G303国道